# Totenkirche
Totenkirche (Totenkapelle) ist die Bezeichnung bestimmter Sakralbauten vornehmlich zu Bestattungs- oder Gedenkzwecken
- Walpurgiskirche (Göflan)
- Totenkapelle Kuchl
- Totenkirche (Lautertal-Meiches)
- Totenkirche (Neckarbischofsheim)
- Vöppstedter Ruine (ehemalige Totenkirche in Salzgitter-Bad)
- Totenkirche (Stollberg)
- Totenkirche (Treysa)